# メタクリル酸メチル
メタクリル酸メチル（—さん—、methyl methacrylate、略称 MMA）は、有機化合物の一種で、メタクリル酸のメチルエステルにあたる。主にメタクリル酸メチル樹脂（PMMA、アクリル樹脂の代表例）を製造するための原料モノマーとして用いられる。消防法による第4類危険物 第1石油類に該当する。

## 製造
メタクリル酸メチルの世界での年間生産量は約 210 万トンに達する。
工業的に用いられる主な製造法ではアセトンとシアン化水素（青酸）を原料とし、アセトンシアンヒドリンを中間体とする。この手法ではメタクリル酸メチルのほかに硫酸アンモニウムが副産する（ACH法）。
(CH
3)
2C=O + HCN → (CH
3)
2C(OH)CN
(CH
3)
2C(OH)CN + H
2SO
4 → CH
3C(=CH
2)C(=O)NH
2・H
2SO
4
2CH
3C(=CH
2)C(=O)NH
2・H
2SO
4 + 2CH
3OH → 2CH
3C(=CH
2)COOCH
3 + (NH
4)
2SO
4 + H
2SO
4
新しい手法では、エチレンにメタノール、一酸化炭素を付加させてプロピオン酸メチルとし、ホルムアルデヒドと脱水縮合させてメタクリル酸メチルを得る。
CH
2=CH
2 + CH
3OH + CO → CH
3CH
2COOCH
3
CH
3CH
2COOCH
3 + HCHO → CH
3C(=CH
2)COOCH
3 + H
2O

## 製造者
- 三菱ケミカル
- クラレ
- 旭化成
- 三井化学
- 三菱ガス化学
- 住友化学

## 用途
メタクリル酸メチルは各種ポリマー合成の原料として用いられる。
- メタクリル酸メチル樹脂（PMMA）

メタクリル酸メチルだけを重合させたポリマーがアクリル樹脂の代表例であるメタクリル酸メチル樹脂で、ガラスの代替に用いられるほど透明性の高いプラスチックの代表例である。
- メタクリル酸メチル-ブタジエン-スチレン共重合樹脂（MBS）

メタクリル酸メチル、ブタジエン、スチレンの共重合で得られるMBS樹脂は、ポリ塩化ビニル (PVC) の改質剤として用いられる。
- スチレン-メタクリル酸メチル-無水マレイン酸共重合樹脂(SMM)

SMM樹脂は、PMMAに添加し相溶させると、特性を損なわずに耐熱性を向上させる改質剤となり、自動車のメーターパネル、光学フィルム、発光ダイオード用レンズなどに利用される。